# Pteris crispa
Pteris crispa là một loài dương xỉ trong họ Pteridaceae. Loài này được All. mô tả khoa học đầu tiên năm 1785.
Danh pháp khoa học của loài này chưa được làm sáng tỏ. 